# Международна федерация по бобслей и тобоган
Международната федерация по бобслей и тобоган (на френски: Fédération Internationale de Bobsleigh et de Tobogganing (FIBT) е международна организация, организираща състезанията по бобслей и скелетон, основана през 1923 г. в Париж, имаща 14 страни-членки, със седалище в Лозана.

## История
Федерацията е основана на 23 ноември 1923 г. от делегати на Великобритания, Франция и Швейцария и представители на САЩ и Канада на международен конгрес в Париж. За седалище е определен град Лозана. Въпреки че спортът бобслей съществува от края на XIX век, включването му в олимпийските игри през 1924 г. води до нуждата от управленски орган. 
През 1960 г. трасетата за бобслей започват да се заледяват изкуствено, като през 2010 г. само улея в Санкт Мориц е естествен. 
Тобоган се отнася към скелетона като спорт. Скелетонът е включен в програмата на зимните олимпийски игри през 1928 и 1948 г., когато домакин е Санкт Мориц. До 2002 г. остава извън програмата, но от тогава е неизменна част от игрите. 
Състезания по бобслей и скелетон за жени започват да се провеждат официално от 1998 г. Първото световно първенство по бобслей за жени се провежда през 2000 г. През 2002 г. бобслеят за жени е включен в олимпийската програма. 
От основаването си международната федерация по бобслей и тобоган има четирима президенти:
- Граф Рьоно дьо ла Фрежолиер от Франция (1886-1981), заемащ поста от 1923-60 г.
- Алмикаре Рота от Италия (1911-81), заемащ поста от 1960-80 г.
- Клаус Котер от Германия (1934-2010), заемащ поста от 1980-94 г.
- Робърт Х. Стори от Отава, Канада (роден 1942), заемащ поста от 1994 г.

## Структура
Най-висшият ръководен орган във федерацията е конгреса. Той избира изпълнителен комитет, състоящ се от президент и вицепрезиденти. 
Федерацията е призната от Международния олимпийски комитет и има седалище в Лозана, Швейцария. 

## Провеждани състезания
Провеждат се състезания в пет дисциплини – бобслей двойки и четворки мъже, бобслей жени и скелетон за мъже и жени. Освен олимпийските игри се провеждат Световна купа, Интерконтинентална купа и Американска купа по бобслей и скелетон. Състезанията се провеждат на 13 улея в цял свят. 
Дължината на трасето е около 1500 метра. 

### Бобслей
Състезанията за световната купа се състоят от две спускания по улея в един ден, а на олимпийски игри – от четири в два дни. Състезателите стартират по реда на класиране в класирането за сезона. В световната купа първите 30 екипажа получават точки, които се събират за всички състезания и определят класирането за сезона. 
Бобът трябва да има дължина до 2,70 / 3,80 м (за двойки и четворки), да е широка максимум 0,67 м и да има тегло заедно с екипажа 390 / 630 кг. 

### Скелетон
Състезанията се състоят от две спускания по улея в един ден, както за световната купа, така и на олимпийски игри. Състезателите стартират по реда на класиране в класирането за сезона. В световната купа първите 30 екипажа получават точки, които се събират за всички състезания и определят класирането за сезона. 
Шейната е изготвена от фибростъкло, с изключение на кантовете, които са стоманени. 